# Banyurojo
Banyurojo is een bestuurslaag in het regentschap Magelang van de provincie Midden-Java, Indonesië. Banyurojo telt 14.286 inwoners (volkstelling 2010).